# Ferrara di Monte Baldo
Pour les articles homonymes, voir Ferrara et Baldo.
Ferrara di Monte Baldo est une commune italienne de la province de Vérone dans la région Vénétie en Italie.

## Administration
| Période                                  | Période | Identité    | Étiquette     | Qualité |
| ---------------------------------------- | ------- | ----------- | ------------- | ------- |
| 2004                                     |         | Paolo Rossi | Liste civique |         |
| Les données manquantes sont à compléter. |         |             |               |         |

### Communes limitrophes
Avio, Brentino Belluno, Brenzone, Caprino Veronese, Malcesine, San Zeno di Montagna